# 布施辰徳
布施 辰徳（ふせ たつのり、1959年7月9日 - ）は、日本のものまねタレント、ラジオパーソナリティー。静岡県伊東市出身。東京都立北豊島工業高等学校卒業。有限会社布施辰徳事務所所属。本名：岡部 常哉。

## 来歴
1983年、静岡けんみんテレビ（現社名・静岡朝日テレビ）の『夢のカラオケグランプリ』で優勝。
1992年、フジテレビ『日本ものまね大賞』で優勝。同年『オールスターものまね王座決定戦』に初出場・初優勝の快挙を成す。コロッケが『ものまね王座決定戦』から降板すると、布施がものまね四天王に加えられた。程無くしてビジーフォーも抜けて事実上の解散となったため、四天王の期間は短い。
2002年、プロゴルファー資格を取得。
2014年、フジテレビ『日本一のものまね王者が今夜決定! ものまね王座決定戦 年に一度のガチンコバトルスペシャル』で1992年以来の22年ぶり・3回目の優勝を果たした。

## 人物
身長181cm 足のサイズは28cm。
星座は蟹座で、血液型はA型。
趣味はギター、釣り、スポーツカイト、料理、ゴルフ、ギター、絵。
資格は自動車普通免許証、ジェットスキー1級免許、日本ゴルフツアー機構。
芸名は自身のモノマネ十八番である布施博・原辰徳の両名から。

## ものまねレパートリー
布施の物まねは徹底した実力主義スタイルで、楽器の演奏も自ら行い、笑いを交えるコロッケや清水アキラとは対照的である。代表的なネタは芸名の由来ともなった布施明と原辰徳。
- ATSUSHI
- 池森秀一
- 石井竜也
- 五木ひろし
- ISSA
- 因幡晃
- 稲葉浩志
- 井上陽水
- 上田正樹
- 宇崎竜童
- 梅沢富美男
- えなりかずき
- エリック・クラプトン
- 大江千里
- 大友康平
- 大橋卓弥
- 岡野昭仁
- 尾崎紀世彦
- 尾崎豊
- 甲斐よしひろ
- 春日八郎
- GACKT
- 角川博
- 上條恒彦
- 河村隆一
- 桑田佳祐
- 郷ひろみ
- 小金沢昇司
- 小林旭
- コブクロ
- 近藤真彦
- 西郷輝彦
- 西城秀樹
- 坂本九
- 桜井和寿
- さだまさし
- 沢田研二
- 三條正人
- サンプラザ中野くん
- 嶋大輔
- 翔
- 城みちる
- ジョー山中
- 鈴木雅之
- 千昌夫
- DAIGO
- 高橋ジョージ
- 竹内力
- 武田鉄矢
- 竹原ピストル
- 谷村新司
- 田原俊彦
- 玉置浩二
- チョー・ヨンピル
- つのだ☆ひろ
- TERU
- 鳥羽一郎
- 中条きよし
- 中西保志
- 中村耕一
- 中村雅俊
- 長渕剛
- 錦野旦
- 根本要
- 野口五郎
- 野村克也
- hyde
- 浜田省吾
- 原辰徳
- 平井堅
- 福山雅治
- 藤井フミヤ
- 布施明
- 布施博
- ブラザー・コーン
- フランク永井
- ブルース・スプリングスティーン
- BORO
- 堀内孝雄
- 前川清
- 前田亘輝
- 槇原敬之
- 松崎しげる
- 松山千春
- 馬渕英将
- 美川憲一
- 三波春夫
- 宮史郎
- 三善英史
- ムッシュ吉崎
- 村下孝蔵
- 森進一
- 森友嵐士
- 森本英世
- 森山直太朗
- もんたよしのり
- 矢沢永吉
- やしきたかじん
- 柳ジョージ
- 山川豊
- 山崎まさよし
- 山本譲二
- 湯原昌幸
- 吉幾三
- 和田アキ子

## 出演

### テレビ
- ものまね王座決定戦（フジテレビ）- '92・'14年優勝、'20年準優勝。
- 爆笑そっくりものまね紅白歌合戦スペシャル（フジテレビ）
- 夢のカラオケブランプリ（静岡朝日テレビ）
- 情報交差点DO（テレビ静岡）
- 夕食ばんざい（フジテレビ）

### ラジオ
- MBSヤングタウン金曜日（毎日放送ラジオ、1993年4月 - 12月）
- 玉置宏の笑顔でこんにちは!（ニッポン放送）- モノマネコーナーにレギュラー出演。

### CM
- パチンコ こだま会館
- カラオケ機械 トウセイトッキ
- ビデオパークツイン
- パチンコ出るぞう
- 三信工務店
- 鵜エルズホーム

### 映画
- ミナミの帝王